# Pavlova vas
Pavlova vas je vas v Bizeljskem gričevju, v Občini Brežice. Spada h Krajevni skupnosti Pišece, cerkvenoupravno pa pod župnijo Pišece. Razloženo vas v severnem delu Bizeljskega sestavljajo gručasto jedro in okoliški razloženi zaselki Sveta Jedrt, Trebojnik, Ravne, Rigelj, Kobače in Jesenovec. V kmetijstvi prevladuje vinogradništvo, znane so pišečke marelice. V okolici vasi so obsežni gozdovi Orlice. Na zahodu se v ta predel zajeda dolina Suhodolskega potoka. Na zahodu je gozdnat, okoli 600 metrov visok hrbet Drenovec. V vasi je nekaj starih, etnološko zanimivih hiš in gospodarskih poslopij. Kašča, hišna številka 43, je iz srede 19. stoletje in je nadstropna gospodarska stavba z opasanim gankom in portalom v obliki jarma. Zanimiva je predvsem konstrukcija iz skrbno tesanih brun. Barokizirana cerkev sv. Jedrti stoji vrh razgledne vzpetine v istoimenskem zaselku. Kraj vasi ob Brežiško-Bistriški občinski meji stoji spomenik borcu Ivanu Kerinu, po rodu iz sosednjega Silovca, ki je bil zverinsko ubit 1. maja 1944. V Krajevnem leksikonu Dravske banovine iz leta 1937 so poleg že navedenih zaselkov omenjeni še Goliše, Grič in Lipovec.
Od tod doma Jože Sušin (* 1922), strokovni pisatelj in pedolog.

## Zgodovina
Od jeseni 1942 do februarja 1944 so z manjšimi presledki taborile v gozdu Trebujeku (Trubjenku) kozjanske partizanske enote. Vaščani so jih preživljali, obveščali o sovražniku in doma zdravili ranjence. Kozjanska četa se je pod vodstvom Ivana Skrvače - Modrasa spopadla z nemško žandarmerijo, vermani in redno vojsko, pet dni kasneje pa se je spopadla v gozdu Drenovcu in Trebojniku hkrati s prvim udarnim zagorskim bataljonom s sovražnimi enotami, ki so imele 107 mrtvih. Jeseni 1944 so bile požgane 4 domačije.

## Prebivalstvo
Število prebivalcev po letih:
| Leto      | 1869 | 1880 | 1890 | 1900 | 1910 | 1931 | 1948 | 1953 | 1961 | 1971 | 1981 | 1991 | 2002 |
| Št. preb. | 444  | 447  | 477  | 517  | 530  | 463  | 377  | 397  | 326  | 272  | 243  | 202  | 194  |

Etnična sestava 1991:
- Slovenci: 192 (95 %)
- Hrvati: 1
- Neznano: 9 (4,6 %)